# (11998) Fermilab
(11998) Fermilab (1996 AG7) – planetoida z pasa głównego asteroid okrążająca Słońce w ciągu 5,38 lat w średniej odległości 3,07 j.a. Odkryta 12 stycznia 1996 roku.